# Elevdemokrati
Elevdemokrati, elevers medbestämmande inom utbildningsväsendet. Det är en form av brukardemokrati eller deltagardemokrati.

## Historia
Första gången man i Sverige börjar diskutera demokrati i förhållande till skolan var i 1946 års skolkommission ledd av Tage Erlander. Det nya man här lyfte fram var att skolan skulle vara en byggsten i skapandet av ett demokratiskt samhälle. Genom att alla elever fick möjlighet till kunskap skulle många av de klyftorna som delade samhället och försvårade en fungerande demokrati rensas bort. Skolan som institution skulle alltså vara en del av ett nationellt demokratiskt bygge. Det var vid denna tidpunkt aldrig tal om en intern demokrati. 
Under 1970-talet blåste nya politiska vindar i samhället. Nya värderingar hade börjat diskuteras, det fanns en politisk vilja att förändra den auktoritativa grund skolan stod på. Honnörsorden var under denna tid begrepp så som solidaritet, samarbete och jämlikhet, något som satt en stark prägel på tidens debatt om att utforma en skola baserad på demokrati. Genom ett otal politiska beslut förändrades styrdokumenten åt en riktning där eleverna fick allt större möjligheter till deltagande. Under åttiotalet tog debatten en ny vändning, de tidigare kollektivistiska slagorden byttes ut mot mer individualistiska sådana. Arbetet mot den demokratiska skolan fortsatte dock, men nu var det istället andra värden som fick representera demokratin. Elevernas rätt till egna val sågs som en demokratisk dygd. 
Redan i skollagen, skolans övergripande styrdokument, kan skrivningar om den demokratiska skolan hittas. 
Verksamheten i skolan skall utformas i överensstämmelse med grundläggande demokratiska värderingar. (Skollagen Kap 1. 2§)
Även Demokratiutredningen lyfter fram skolans roll för att förstärka demokratin. Den pekar på att det är centralt för en fungerande demokrati att individens medborgaranda utvecklas. Att medborgarna utvecklar förmågor så som kritisk rationalism. Demokratiutredningen förespråkar också en ökad grad av självorganisering och självförvaltning. Detta på grund av att man vill främja medborgarnas autonomi och deltagande samt att öka den demokratiska pluralismen.  Demokratiutredningen betonar särskilt skolans viktiga uppdrag med detta. Skolan måste förbereda de uppväxande medborgarna för den stora demokratin. Detta skall göras genom att eleverna dels får kunskap om konkurrerande samhälls- och historieuppfattningar dels genom att skolan själv är en demokratisk arena som tillåter oenighet. »Eleverna måste få uppleva demokratin i praktiken.« (Demokratiutredningen SOU 2000:1 s.242)
Det går även att koppla den växande debatten kring elevdemokrati till förvaltningens förändrade roll. I den traditionella förvaltningen byggde legitimiteten för densamma i hög grad på en hierarkisk ordning där beslut implementerades och fick legitimitet genom lagar, regler och hot om bestraffning. Den nya, kundorganiserade förvaltningen som bland annat Bo Rothstein talar om bygger istället på en långtgående decentralisering och kommunikation. I denna nya förvaltning kan inte legitimitet erhållas på samma sätt som i den äldre hierarkiska ordningen. Den uppkommer snarare i kommunikationen på låg nivå där relationer och tillit byggs upp till förvaltningen. Med detta kundperspektiv, som givetvis för med sig nya problem, blir eleven viktigare. Genom att dela sin makt med eleverna genom elevdemokratin får dessa en större tillit till organisationen och därmed ökar organisationens legitimitet bland eleverna. Elevdemokrati blir här helt enkelt ett medel för att upprätthålla ordningen i samhället. 
Som ovanstående resonemang har visat är elevdemokrati ett mångfacetterat begrepp. I mitten av 1900-talet i samband med bygget av välfärdssverige blev begreppet demokrati viktigt för skolan. Tanken var då inte att undervisningen i sig skulle vara demokratisk utan att skolan som institution skulle vara demokratiskt byggd. Folkskolans införande och ambitionerna att komma tillrätta med den sociala snedrekryteringen till högre utbildningar är ett exempel på detta. Först på senare år har man börjat prata om vikten av att även skolan internt måste präglas av ett demokratiskt förhållningssätt.

## Vad är det som är önskvärt med elevdemokrati?
Argumenten kan förenklat sammanfattas i två kategorier; argument hämtade från den utfallsteoretiska demokratiskolan och argument från den proceduriella demokratiskolan. Enligt den utfallsteoretiska demokratiskolan är inflytande och deltagande i politiska processer viktigt på grund av att det ger möjligheter för människor att utveckla sina dygder. Enligt detta synsätt blir det därför viktigt med elevdemokrati på grund av att denna ser till att eleverna uppnår en del av de kunskapsmål som skolan har. Den proceduriella demokratiskolan menar att inflytande och deltagande är en dygd i sig. Det spelar därmed ingen speciell roll huruvida eleverna uppnår sina kunskapsmål eller ej. Elevdemokrati är viktigt i sig själv, den behöver inte motiveras ytterligare.

## Elevdemokratins olika delar
Elevdemokratin kan beskrivas med hjälp av en enkel idealmodell. Den första distinktionen som görs är om demokratin har en formell eller informell prägel. Den formella nivån kännetecknas av att demokratin på denna nivå har till syfte att styra skolan som organisation. Demokratin som process eller metod för beslutsfattande. Den informella nivån handlar om den demokrati som dagligen utövas i skolans undervisningssituationer. 
En annan distinktion som kan dras är till vem demokratin är riktad. Här görs åtskillnad mellan individen och kollektivet. Det kan kanske verka konstigt att se på demokrati utifrån ett individperspektiv då det i grunden handlar om en social process. Faktum är att många av skolans styrdokument har mål som främst kan ses utifrån ett individualistiskt demokratiperspektiv. Här kommer också centrala delar av demokratin som frihet och autonomi hos likvärdiga individer in. Det grundar sig i tanken om att det enbart är utifrån existensen av fria och harmoniska individer som en livskraftig demokrati kan skapas. 